# Комсомольск (Ивановская область)
Комсомо́льск — город (с 28 августа 1950 года) в России, административный центр Комсомольского района Ивановской области. Входит в Комсомольское городское поселение, являясь его единственным населённым пунктом. Второй западный город в Ивановской области.

## География
Город расположен на реке Ухтохме (приток Уводи). Находится в 57 км (по автодорогам) к востоку от областного центра — города Иваново.  Ближайшая железнодорожная станция — Тейково, расположена в 30 км от Комсомольска. Высота над уровнем моря — 145 м.
| 1859    | 1905    | 1939    | 1959    | 1970    | 1979    | 1989    | 1992    | 1996    |
| ------- | ------- | ------- | ------- | ------- | ------- | ------- | ------- | ------- |
| 292     | ↗350    | ↗15 734 | ↘11 103 | ↗12 320 | ↘12 113 | ↘11 643 | ↘11 500 | ↘11 000 |
| 1998    | 2000    | 2001    | 2002    | 2003    | 2005    | 2006    | 2007    | 2008    |
| ↘10 600 | ↘10 300 | ↘10 100 | ↘9595   | ↗9600   | ↘9400   | ↘9200   | ↘9100   | ↘9000   |
| 2009    | 2010    | 2011    | 2012    | 2013    | 2014    | 2015    | 2016    | 2017    |
| ↘8868   | ↘8693   | ↗8700   | ↘8679   | ↗8725   | ↘8631   | ↘8561   | ↘8466   | ↘8366   |
| 2018    | 2019    | 2020    | 2021    |         |         |         |         |         |
| ↘8189   | ↘8058   | ↘8023   | ↗8364   |         |         |         |         |         |

На 1 января 2025 года по численности населения город находился на 962-м месте из 1124 городов Российской Федерации.
Национальный состав
По итогам переписи населения 2020 года проживали следующие национальности (национальности менее 0,1 % и другое, см. в сноске к строке «Другие»):
| Национальность | Численность, чел. | Доля     |
| -------------- | ----------------- | -------- |
| Русские        | 7494              | 89,60 %  |
| Киргизы        | 114               | 1,36 %   |
| Украинцы       | 21                | 0,25 %   |
| Таджики        | 19                | 0,23 %   |
| Цыгане         | 16                | 0,19 %   |
| Узбеки         | 15                | 0,18 %   |
| Армяне         | 14                | 0,17 %   |
| Татары         | 12                | 0,14 %   |
| Другие         | 659               | 7,88 %   |
| Итого          | 8364              | 100,00 % |

## История
Основан в 1931 году как посёлок торфодобытчиков и энергетиков в связи со строительством Ивановской ГРЭС. До 1918 года территория относилась к древнему селу Миловскому, которое являлось волостным центром Шуйского уезда Владимирской губернии. По статистическим сведениям середины XIX века, в селе значилось 40 дворов, население — 292 человека; православная Христорождественская церковь была основана в 1771 году.
Возникновение города Комсомольска связано со строительством Ивановской ГРЭС, начавшегося летом 1927 года в соответствии с планом ГОЭЛРО и постановлением Совета труда и обороны СССР от 6 мая 1927 года о сооружении Иваново-Вознесенской районной электростанции мощностью 40 тысяч киловатт, работающей на местном торфе. В 1931 году рабочий посёлок получил название Комсомольск.  В том же году на место строительства прибыли первые строители. Строителями ИвГРЭС стали юноши и девушки, состоявшие в комсомоле, — стройка была объявлена «комсомольской» и дала именование рабочему посёлку «Комсомольский», а затем и городу Комсомольску. В мае 1928 года состоялась закладка главного здания электростанции.
В 1930 году у села Миловского было возведено главное здание электростанции. 5 октября 1930 года был сдан в эксплуатацию первый малый турбогенератор для собственных нужд станции. Эта дата считается началом работы ИвГРЭС и посёлка энергетиков.
26 января 1931 года пленум поселкового Совета строительства ИвГРЭС рассматривал вопрос о названии посёлка, и единогласно было принято решение назвать посёлок Комсомольском. Рождение нового посёлка, названного в честь комсомола, было законодательно закреплено постановлением Президиума ВЦИК от 20 ноября 1931 года. Со временем посёлок энергетиков слился с посёлком железнодорожников. 28 августа 1950 года рабочий посёлок Комсомольск получил статус города районного подчинения.
В 1950 году рабочий посёлок Комсомольск был преобразован в город районного подчинения. Решение о преобразовании рабочего посёлка в город было принято 25 марта 1950 года исполкомом Комсомольского районного Совета депутатов трудящихся. Ходатайство было удовлетворено, и 28 августа 1950 года был издан Указ Президиума Верховного Совета РСФСР о преобразовании рабочего посёлка Комсомольск в город районного подчинения.  На момент преобразования в городе проживало 13750 человек, функционировали Ивановская ГРЭС, Комсомольское транспортное управление, фабрика «Коммунар», ряд промышленных артелей и развитая сеть социально-культурных учреждений, включая среднюю школу, энерготехникум, школы, клубы, библиотеки, детские сады, больницу и поликлинику. Центральная часть посёлка была застроена благоустроенными каменными домами с водопроводом, канализацией, телефонией и радиоузлом.
В 1951 году было открыто автобусное сообщение с областным центром, начал работу клуб транспортников. В 1952 году введена в строй новая телефонная станция и здание бани-прачечной. В 1953 году открылась поликлиника, реконструированная из здания бани. В 1954 году начали работу детская техническая и музыкальная школы. В 1957 году построено здание городского Совета. В конце 1950-х годов началось строительство школы-интерната и завода крановой электроаппаратуры.
В 1960-е и 1970-е годы в Комсомольске велось активное жилищное строительство и благоустройство, началось асфальтирование улиц. В 1975 году, к 25-летию города, было учреждено звание «Почётный гражданин города Комсомольска» и впервые отпразднован День города.

### Местное предание и исследования
В июле 2005 года сотрудники Ивановского школьного музея-кружка провели экспедицию в Комсомольский район для изучения местных преданий и находок краеведа-энтузиаста В. В. Торгова.  В. В. Торгов полагал, что в 1423 году в районе Комсомольска выпал метеоритный дождь, уничтоживший древние поселения. Найденные им обожжённые камни с высоким содержанием железа он считал метеоритами, а кольцевые структуры — ударными кратерами.
Однако, исследование экспедиции показало, что «метеориты» скорее всего являются производственным шлаком, так как местность подвергалась техногенному воздействию от торфоразработок и Комсомольской ГРЭС. Кольцевые структуры, предположительно кратеры, вероятно, оказались результатом мелиоративных работ. Анализ фрагментов камней, проведённый доктором геолого-минералогических наук В. И. Фельдманом из Комитета по метеоритам РАН, подтвердил производственное происхождение находок.
Экспедиция также исследовала так называемый «Комсомольский треугольник» — треугольный ров с прудами, расположенный к северу от города. Местная легенда гласила, что ров был выкопан для катания барина на лодке и чаепитий. Однако, экспедиция установила, что «Комсомольский треугольник», вероятно, также имеет мелиоративное или техногенное происхождение и не является древней обсерваторией, как предполагалось некоторыми исследователями.
В Мытищинских песчаных карьерах к западу от Комсомольска экспедиция обнаружила крупные ледниковые валуны, в том числе камень «Медведь», предложенный учёными Шуйского педагогического университета в качестве памятника природы. Также в отвалах карьеров были найдены халцедоны, сердолики и мелкие кристаллы горного хрусталя.

## Достопримечательности
- Рождественская церковь (1771 год).[3]
- В посёлке Писцово (впервые упоминается в 1568 году[3], входит в состав Комсомольского городского поселения) — Воскресенская церковь (1748 год).[3]

## Образование
В городе действуют:
- Средняя общеобразовательная школа № 1;
- Средняя общеобразовательная школа № 2;
- Детская школа искусств.

## Экономика
Основа экономики города — Ивановские ПГУ.
В Комсомольске расположены следующие промышленные предприятия:
- Ивановские ПГУ — филиал АО «Интер РАО — Электрогенерация»
- Завод экспериментальный механический (ремонт гидроаппаратуры, запчасти к автокранам)
- Завод «Альфа» (станочные электромагниты), ранее ООО «Спецэлектромагнит»<ref-ru|http://semagnit.ru> (рус.)</ref>
- Лесопромышленное предприятие (заготовка и вывоз древесины, производство пиломатериалов)
- Райпромкомбинат

В Комсомольском районе развито сельское хозяйство. Выращивают рожь, овёс, пшеницу, ячмень, горох, рапс, картофель, овощи. Развито молочно-мясное животноводство.
Имеются месторождения торфа, глины, песчано-гравийных смесей.